# Velîki Dederkalî, Șumsk
Velîki Dederkalî (în ucraineană Великі Дедеркали) este localitatea de reședință a comunei Velîki Dederkalî din raionul Șumsk, regiunea Ternopil, Ucraina.

## Demografie
Componența lingvistică a localității Velîki Dederkalî
     Ucraineană (98,84%)
     Alte limbi (1,16%)
Conform recensământului din 2001, majoritatea populației localității Velîki Dederkalî era vorbitoare de ucraineană (98,84%), existând în minoritate și vorbitori de alte limbi.